# Maxence Caron

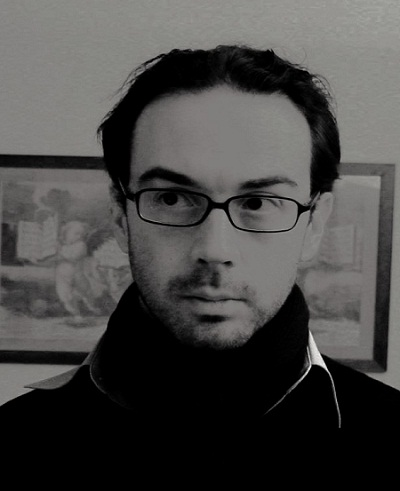
Maxence Caron

Maxence Caron (* 1976) ist ein französischer Schriftsteller, Philosoph und Musikwissenschaftler.

## Biographie
Caron ist Agrégé de Philosophie, docteur ès Lettres (Sorbonne, Doktorvater: Rémi Brague) und wurde mit dem Prix Biguet der Académie française ausgezeichnet. Er ist Herausgeber der Éditions du Cerf und Begründer und Herausgeber der Reihe Les Cahiers d’Histoire de la Philosophie. Er hat mehrere Bücher über die deutschen Philosophen Hegel und Heidegger und über Augustinus von Hippo geschrieben. Er hat auch über Kant, Nietzsche und die deutsche Musik (Johann Sebastian Bach, Mozart, Beethoven, Brahms, Richard Strauss, Anton Bruckner, Gustav Mahler, …) veröffentlicht.
Maxence Caron entwickelte ein philosophisches System, das nach Inhalt und Stil beansprucht, Philosophie und Literatur miteinander zu versöhnen.
Maxence Caron hat am Conservatoire de Paris das Fach Klavier studiert und das Studium mit einer Auszeichnung abgeschlossen.

## Werke

### Als Autor
- Lire Hegel. Paris, Ellipses, 2000.
- Saint Augustin: La Trinité. Paris, Ellipses, 2004.
- Heidegger – Pensée de l'être et origine de la subjectivité. Vorwort von Jean-François Marquet, Paris, Éditions du Cerf, « La Nuit surveillée ». 2005, 1760 S.
- Introduction à Heidegger. Paris, Ellipses, 2005.
- Être et identité – Méditation sur la Logique de Hegel et sur son essence. Vorwort von Bernard Mabille, Paris, Éditions du Cerf. In: Passages. 2006.
- Microcéphalopolis – Roman, Paris, Via Romana, 2009.
- La Vérité captive – De la philosophie. Paris, Éditions du Cerf/Ad Solem, 2009.
- Pages – Le Sens, la musique et les mots. Paris, Séguier, 2009.
- La pensée catholique de Jean-Sébastien Bach – La Messe en si mineur. Paris, Via Romana, 2010.
- Le Chant du Veilleur – Poëme Symphonique. Paris, Via Romana, 2010.
- Philippe Muray, la femme et Dieu. Artège, 2011.
- L'Insolent, NiL / Robert Laffont, 2012.
- Bréviaire de l'Agnostique (préf. Alfred Eibel), Paris, Ed. Pierre-Guillaume de Roux, juin 2013.
- Le Contrepoint de Hegel, Paris, Vrin, coll. « Problèmes & Controverses », février 2014.
- La Satire Foutre, Paris, Les Belles Lettres, coll. « Tibi », 14 mars 2014.
- Portrait de l'Artiste en Glenn Gould - Tractatus de Musica (postface Romain Debluë), Paris, Ed. Pierre-Guillaume de Roux, 20 mai 2014.
- De l'Art comme Résistance à l'Implication Politique, Paris, Editions Séguier, février 2015.
- La Transcendance offusquée (De la philosophie, II), Belles Lettres, 2018.
- Fastes - De la littérature après la fin du temps, suivi de Manifeste du maxencéisme, Paris, Les Belles Lettres, coll. « Essais », 11 janvier 2019.

### Als Herausgeber und Beiträger
- Heidegger. Mit Beiträgen von Jocelyn Benoist, Jean-Luc Marion, Jean-François Marquet (u. a.), Paris, Éditions du Cerf, In: Les Cahiers d'Histoire de la Philosophie. 2006, ISBN 2-204-08029-2.
- Hegel. Mit Beiträgen von Bernard Bourgeois, Marcel Conche (u. a.), Paris, Éditions du Cerf, « Les Cahiers d'Histoire de la Philosophie », 2007, ISBN 978-2-204-08057-6.
- Saint Augustin. Mit Beiträgen von Benedikt XVI./Joseph Ratzinger, Jean-Louis Chrétien (u. a.), Paris, Éditions du Cerf. In: Les Cahiers d'Histoires de la Philosophie. 2009.
- Philippe Muray. Mit Auszügen des Tagebuchs von Philippe Muray und Beiträgen von Jean Clair, Benoît Duteurtre, Fabrice Luchini (u. a.), Paris, Éditions du Cerf. In: Les Cahiers d'Histoires de la Philosophie. 2011.